# The Dead Lands, la Terre des guerriers
Pour plus de détails, voir Fiche technique et Distribution.
The Dead Lands, la Terre des guerriers (Hautoa) est un film d'action néo-zélandais réalisé par Toa Fraser sorti en 2014.

## Synopsis
Hongi, fils d'un chef Maori, doit venger son père afin de ramener la paix et d'honorer les âmes des habitants de son village, tous massacrés par une tribu rivale menée par le terrifiant Wirepa.
Le seul espoir de Hongi, afin de pouvoir survivre, est de traverser le territoire interdit des "Dead Lands" et de s'allier au mystérieux guerrier qui règne sur ces terres maudites depuis des années.
Ensemble ils vont traquer les meurtriers de la tribu à travers une nature hostile et sauvage.

## Fiche technique
- Titre original : Hautoa
- Titre français : The Dead Lands - La Terre des Guerriers
- Titre québécois :
- Réalisation : Toa Fraser
- Scénario : Glenn Standring
- Décors :
- Direction artistique :
- Costumes : Barbara Darragh
- Montage : Dan Kircher
- Musique : Don McGlashan
- Photographie : Leon Narbey
- Son : Lee Herrick
- Production : Matthew Metcalfe et Glenn Standring
- Sociétés de production :
- Sociétés de distribution : Transmission Films
- Pays d’origine :  Nouvelle-Zélande
- Langue originale : Maori de Nouvelle-Zélande
- Format : couleur - 2,35:1 - son Dolby numérique
- Genre : Film d'action
- Durée : 108 minutes
- Dates de sortie : 
  - Canada : 4 septembre 2014 (festival international du film de Toronto 2014)
  - Nouvelle-Zélande : 30 octobre 2014
  - France : 29 juillet 2015 (sortie DVD / Blu Ray)

## Distribution
- James Rolleston : Hongi
- Lawrence Makoare : le guerrier
- Te Kohe Tuhaka : Wirepa
- Xavier Horan : Rangi
- George Henare : Tane
- Rena Owen : la grand-mère

## Distinctions

### Nominations et sélections
- Festival international du film de Toronto 2014 : sélection « Special Presentations »